# Håkan Bengtsson (journalist)
Per Håkan Bengtsson, född den 1 augusti 1939 i Gustav Adolfs församling i Borås, är en svensk journalist, verksam sedan 1964 inom såväl dags- och fackpress som radio och TV. Anställningar: Kvällsposten, Åhlén & Åkerlunds förlag, Läkartidningen, redaktionschef och chefredaktör Röster i Radio-TV, Svenska Dagbladet, Sveriges Natur, producent och programledare vid Sveriges Television och Sveriges Radio. 

## Priser och utmärkelser
- 1989: Cancerfondens stora journalistpris.
- 1990: Juryns pris vid Semana Internacional de Cine Cientifico, Spanien.
- 1994: Stora Journalistpriset 1994 för TV-programmet Medix. Delat med Karin Wilhelmson.[1]
- 2002: Svenska Publishing-priset. Delat med Ragnar Levi.